# 2006 AL98
2006 AL98, também escrito como 2006 AL98, é um objeto transnetuniano que está localizado no Cinturão de Kuiper, uma região do Sistema Solar. Este corpo celeste é classificado como um provável cubewano. Ele possui uma magnitude absoluta de 9,0 e tem um diâmetro estimado com 70 km.

## Descoberta
2006 AL98 foi descoberto no dia 5 de janeiro de 2006.

## Órbita
A órbita de 2006 AL98 tem uma excentricidade de 0,121 e possui um semieixo maior de 43,305 UA. O seu periélio leva o mesmo a uma distância de 38,046 UA em relação ao Sol e seu afélio a 48,564 UA.